# ゆりかもめ7300系電車
ゆりかもめ7300系電車（ゆりかもめ7300けいでんしゃ）は、株式会社ゆりかもめのAGT（新交通システム）車両。2013年（平成25年）10月1日に営業運転を開始した。2014年グッドデザイン賞受賞、株式会社GKデザイン総研広島によるデザインディレクション。
本項では2018年以降に投入された、7300系のマイナーチェンジ版である7500系電車についても記載する。

## 概要
1995年（平成7年）のゆりかもめ東京臨海新交通臨海線開業以来使用されてきた7000系電車と、沿線の利用者の増加に伴い順次導入してきた7200系電車の置き換えのために製造されたもので、2013年（平成25年）3月に第1編成となる7311Fが落成した。同月末より夜間の本線試運転を開始し、2013年（平成25年）10月1日に営業運転を開始した。7300系は2016年（平成28年）度までに18編成108両を導入し、7000系を置き換えた。また、2017年（平成29年）度は1編成も導入されなかったが、7500系は第1編成となる7511Fが2018年（平成30年）11月11日より営業運転を開始し、同年度から2020年（令和2年）6月までに7200系の置き換えを目的に8編成48両が導入された。同年10月をもって7200系の全編成が運用を終了し、ゆりかもめで運用される車両は7300系・7500系に統一された。
両開きドアの採用により乗降のスムーズ化が図られたほか、車内全席のロングシート化により7000系より最大乗車人員が1割程度増加し、混雑の改善が図られる。
車両番号は、千位の数字は臨海副都心が7番目の副都心であることから7、百位と十位の数字は編成番号を表している。7300系は（7000系より通算で第31編成～）第48編成までが導入され、7500系の1編成目は第51編成とされたため「49・50」が欠番になっている。また、一位の数字は号車番号である。

## 構造

### 車体
車体は7000系電車のステンレス鋼製から本系列ではアルミニウム合金製のダブルスキン構造（摩擦攪拌接合（FSW）仕上げ）に変更され、車体表面はヘアーライン処理を施しており、部分的にFRP材（前頭部、雨樋、側面屋根肩部と裾部）とカラーシートを配置した完全無塗装車体としている。車体に使用するアルミ合金の材質を1種類に絞った「モノアロイ化」（単一合金化）を図っており、将来の廃車時におけるリサイクル性を考慮している。車体断面は裾絞り形状の幅広車体を採用、車体前面は白く縁を取ったブラックフェイスとして、車両前面には折りたたみはしご付きの非常用扉が設けられている。
車体側面は無塗装で、車体腰部には7本の細いラインが入り、ウォーターフロントの水面を表す青色と虹のスペクトルをイメージしたものである。側扉は電動式の外吊り式の開口幅1,100mmの両開き扉を採用、乗降のスムーズ化が図られている。また、各車体両端の側窓は、車内換気のために開閉可能（内側に倒れる方式）となっている。
前照灯は電極を7000系のシールドビーム式からLED式の前部標識とし、車体中央に配置されている。最前部では中央の1灯が点灯し（昼・夜とも点灯）、最後部では2灯が後部標識灯として使用される。夜間に運転士による手動運転を行う場合、排障器両脇に設置したHID灯を併用し、前方視界を向上させる。

### 車内
拡幅車体と外吊り扉の採用により、車内は従来車よりも38 mm広くなっている。車内のカラースキームは天井や壁面を白色とし、座席表地と床敷物には濃い青色を配色している。車内照明は薄型面発光LED照明が採用され、天井空間の圧迫感の軽減と環境負荷の低減が図られており、側窓ガラスは日射・紫外線・熱線の透過率が低いグリーンガラスを採用している。
内装においては、編成の両端を除く全席が脚台のないロングシート「G-Fit」となり、7000系より最大乗車人員が1割程度増加するとしている。座席はセミハイバックタイプのバケットシートを採用、一般席の座席表地は青色だが、優先席部ではオレンジ色として区別している。座席袖仕切りは強化ガラス製を採用した。荷棚も設置され、こちらも一部強化ガラスを採用している。優先席は編成全車両に設置され、座席表地の区別のほか、つり革もオレンジ色である。また、中間車4両にそれぞれ1か所ずつ車椅子スペースが設けられ、跳ね上げ座席は廃止されてフリースペースとした。
側扉は7000系の外吊り式片開きから、外吊り式両開きとなった。側扉を駆動させる戸閉装置は、空気式に代わり富士電機製のFCPM方式（ラック・アンド・ピニオン）の電気式ドアエンジンを採用している。側扉の床面とドア戸当たり部は黄色として目立たせ、側扉開閉時に赤く点滅する「ドア開閉表示灯」を設置する。
側扉上には千鳥配置（1両あたり2台）17インチ液晶ディスプレイ（LCD）方式の車内案内表示装置を設置、日本語の他に、英語、中国語、韓国語で乗客への案内を行う。運行支障等の情報がある場合には、列車無線を使用した「旅客サービス情報配信システム」によりLCD画面内に表示する。各車体両妻面の鴨居部に防犯カメラが設置された。
空調装置は室外機は床下に1台、室内機は車端部の各機器室に配置（2台）したセパレート方式で、能力は1両あたり16.28kW（14,000 kcal/h）である。7000系の車端上部2ヶ所からの冷風を車内中央に流していた方式から、天井にダクトと冷風吹き出し口のスリットを設けて車内において均一に冷房が効くようにしたダクト配風方式に変更されている。

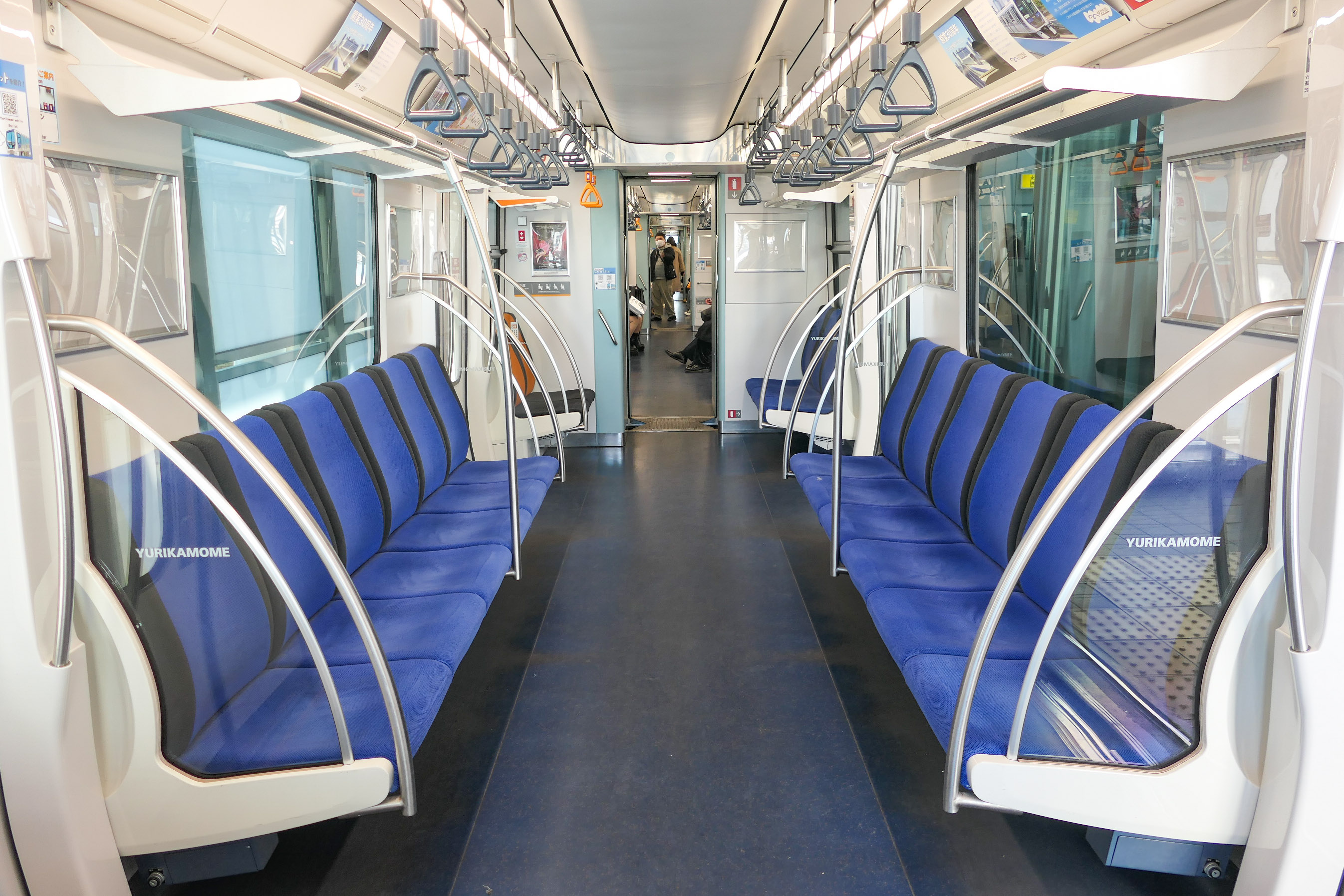
車内
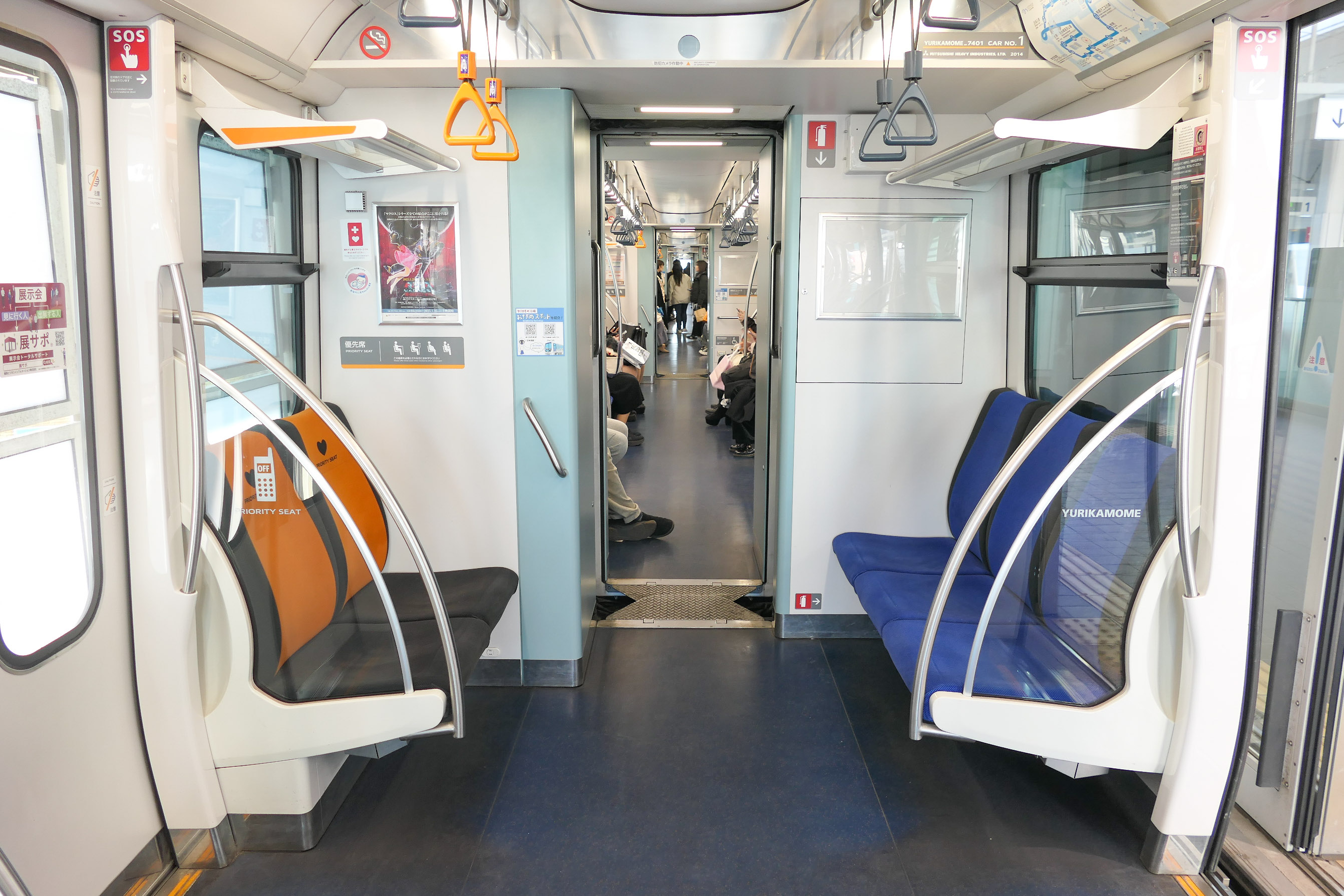
優先席
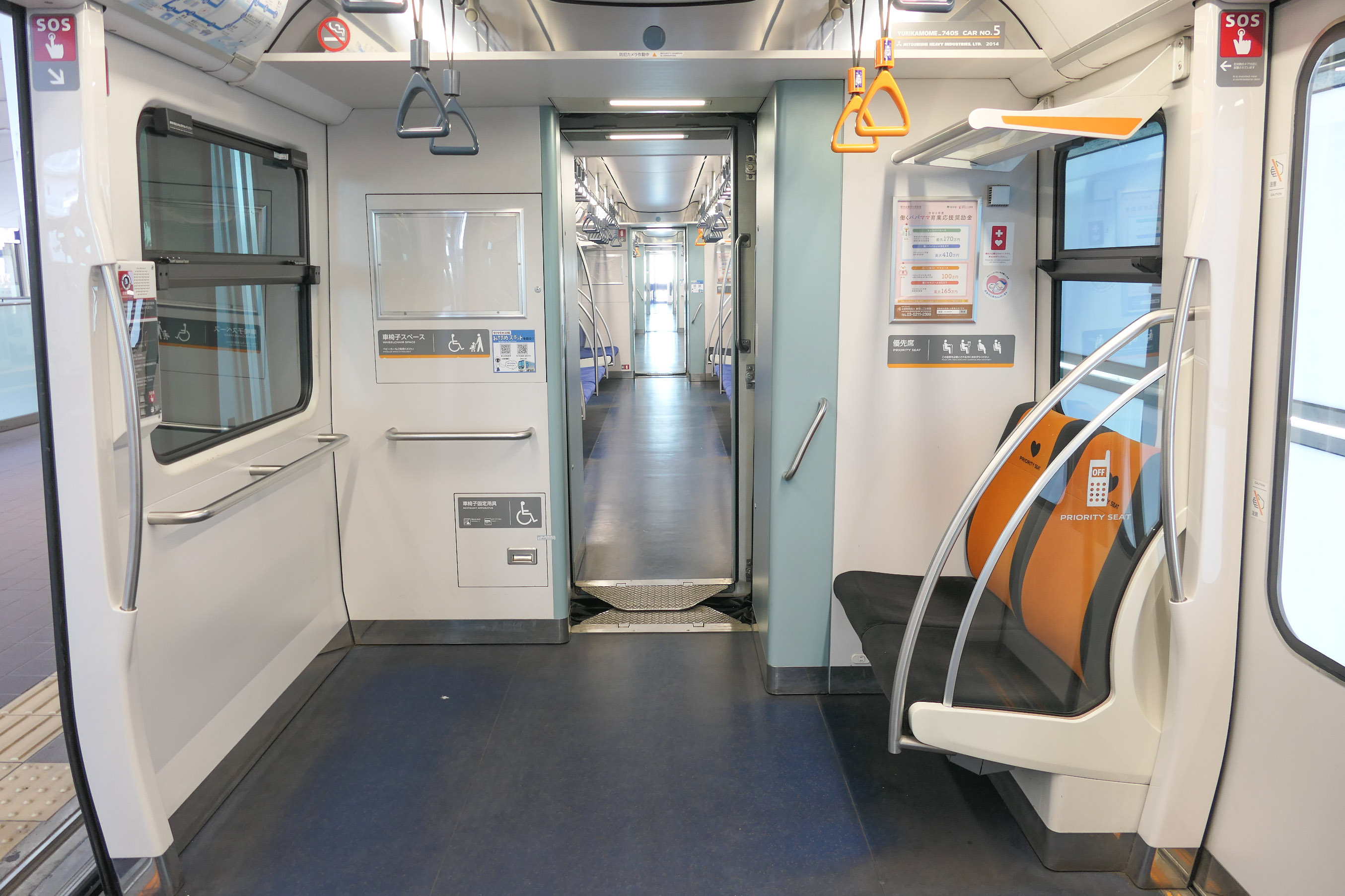
車椅子スペース
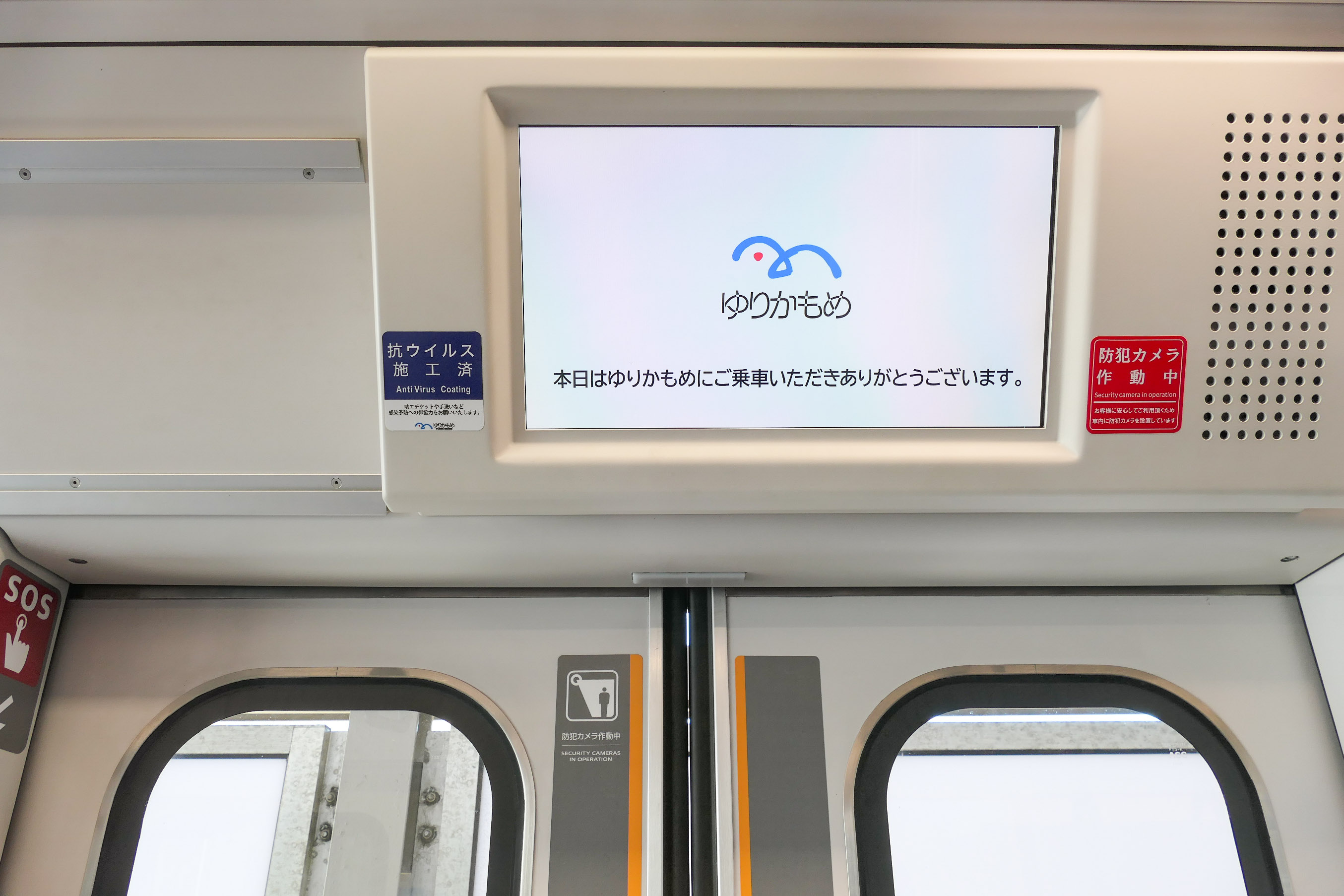
車内案内表示

### 運転台など
編成先頭部は7000系・7200系に引き続き、前面展望座席（3席）が設置されており、営業時は原則としてATOによる無人運転を行うことから、運転台は通常はカバーで覆われている。運転台の表示は10.4インチ液晶ディスプレイ（LCD）方式のグラスコックピットとなる。また、前面窓の大型化により車内眺望の向上が図られた。
列車無線は7000系の誘導無線方式（IR）からデジタル空間波無線方式（D-SR）に変更しており、車両との送受信は沿線に張られた誘導線から車両側面に設置したアンテナに変更され、音声だけでなく車両のデータや故障などの情報を送ることができる。
車両統合管理装置としてTIMS（Train Integrated Management System）を採用している。先頭車にTIMS中央演算ユニット、運転台I/Fユニットを配置し、中間車にTIMS端末演算ユニットを搭載し、これらを伝送速度 2.5 Mbpsを有するアークネットケーブルで接続したものである。運転台にはメータ表示器とモニタ表示器を備えており、従来はハードウェアで構成していた速度計などの計器や各種表示灯などは、メータ表示器に集約している。また、車両間引き通し線の削減、ハードウェアで構成していたものをソフトウェアに置き換え、車両の軽量化を実現している。主な機能は
- 制御指令伝送機能
  - 運転モード設定機能（自動運転/手動運転モード）
  - 前後進切換機能
  - 力行/ブレーキ制御機能（制御指令伝送）
  - 故障ブレーキ制御機能
  - 電空指令切換制御機能
  - ドア制御機能
  - 前部標識灯/後部標識灯制御機能
  - 案内制御機能

- モニタリング機能
  - 車両・機器状態の表示
  - 故障検知機能
  - 故障検知記録機能
  - 車上試験機能

### 主要機器
主変換装置（制御方式）は、7000系の4 - 6次車と同じく、コンバータで三相交流を直流に変換した後、VVVFインバータで三相交流に変換して誘導（交流）モーターを制御する、コンバータ・インバータ制御方式（CI制御）を採用している（三菱電機製IGBT素子使用・1C1M2群制御）。主電動機は出力110kWのかご形三相誘導電動機であり、主電動機の冷却は自己通風式が採用されている。全電動車だが、各車2軸のうち1軸のみ主電動機が装備されており、実質的なMT比は3M3T相当となっている。集電装置（工進精工所製）は、三相交流に対応した3つの集電器が中間車の案内装置（1編成の各片側側面に4か所）に取り付けられている。
ブレーキ装置は回生ブレーキ併用電気指令式空気ブレーキで、保安ブレーキ・駐車ブレーキを備える。基礎ブレーキは空気圧をオイルコンバータで油圧に変換する空油変換式ディスクブレーキである。
空気圧縮機は三菱電機製で、潤滑油が不要なオイルフリー（無給油）方式のURC800HD-I形を編成内に2台搭載しており、車両のブレーキで使用される。1つの機器箱内に小型のスクロール式圧縮機（RC400HD形）を2台内蔵しており、1箱あたりの吐出量は770 NL/min（ノルマルリットル）である。
補助電源装置は3種類あり、各装置は1編成で2台ずつ搭載している。
- 三相交流600Vを入力電圧として、三相交流200Vを出力する補助変圧器（空調用・定格容量 35 kVA）
- 三相交流600Vを入力電圧として、単相交流100V（定電圧）を出力する補助変圧器（照明用・定格容量 3 kVA）
- 三相交流600Vを入力電圧として、変圧器で交流100Vに変換後、直流100Vを出力する整流装置（定格容量 5 kW）

### 台車
7000系の4 - 6次車と同じく、平行リング式のボギー台車を採用している。ガイドウェイに設置された案内軌条により車両を案内する案内方式も側方案内方式を採用しており、走行車輪を操向（ステアリング）する操向方式は、4案内輪車軸ボギー方式が採用されているが、7000系の4 - 6次車とは機構が異なり、三菱重工業が開発した独自の機構が採用されている。これは、台車と車体の間が固定されており、案内操向装置と車輪の車軸との間で、案内操向装置により車輪の車軸が旋回することで、車輪を自由に回転する機構となっており、また、案内操向装置の案内棒の先端に取付けられている案内輪と分岐輪の軸の設置部分には、走行中において車体に案内軌条からの衝撃を極力抑えるため、緩衝機構が搭載されている。製造は三菱重工業で、動力台車はMDT301形、付随台車はMTR301形である。

## 7500系

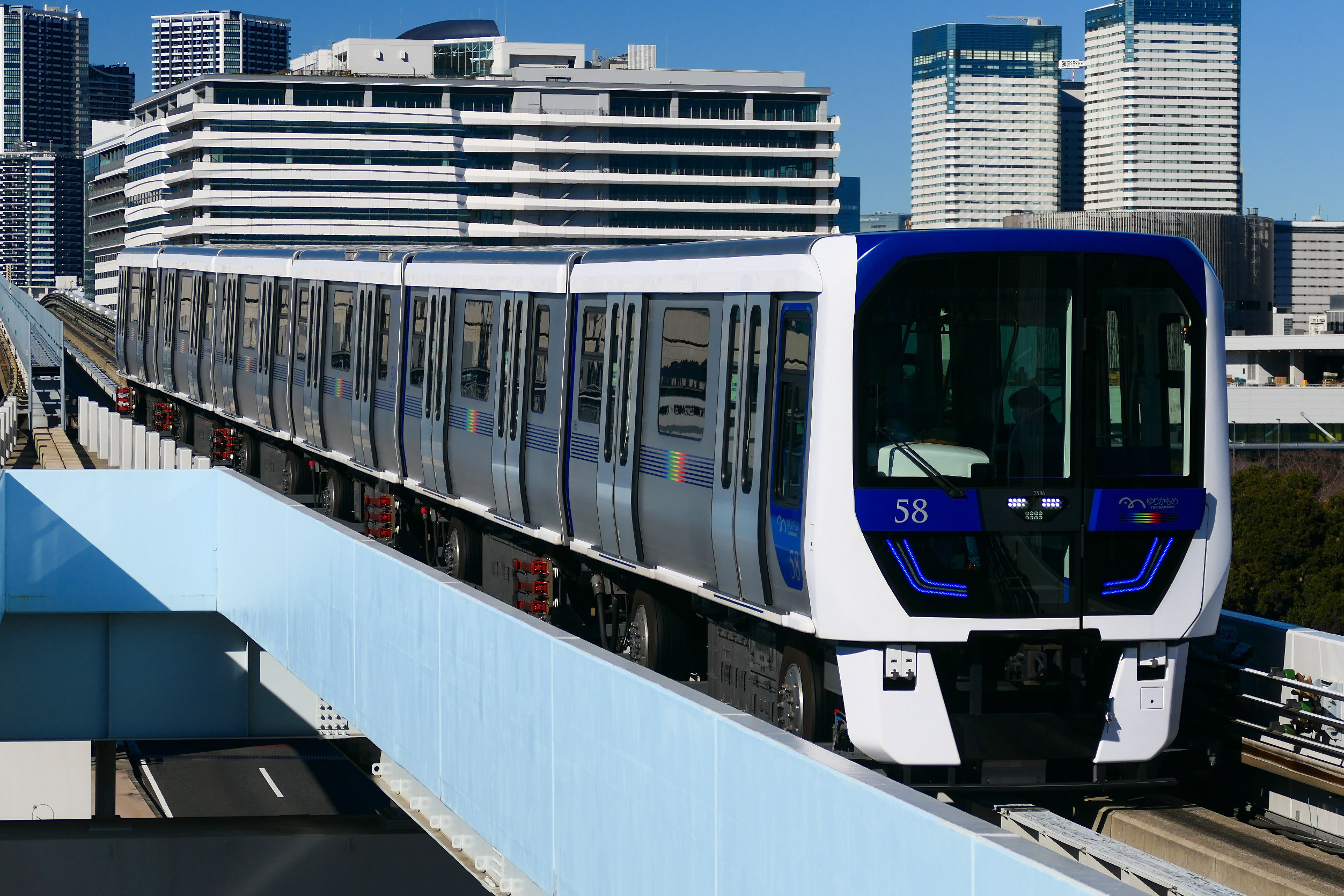
ゆりかもめ7500系電車（2025年1月16日 有明テニスの森駅）

7500系は、7200系の置き換えを目的に、2018年（平成30年）11月11日より営業運転を開始した。7300系をベースとしながら、青い風を受けて優雅に飛翔するゆりかもめをイメージし、デザインコンセプトは「ブルー・ウィンド」とした。基本的には7300系に準じており、本項目では変更点を記載する。7300系の形式名を踏襲しなかったのは、新たな改良点を盛り込んだことから あえて新形式としたものである。
前面ガラス下方に「フェイスガード」と呼ばれる、ゆりかもめの翼をイメージした青色の装飾品を新設、自動運転時に青く点灯する発光式「自動運転灯」を新設した。自動運転灯は手動運転時に消灯するほか、尾灯もこの部分に移設した。前面窓ガラス上部（フェイストップ）は青色とし、曲線走行時のアクセントとして連結面妻板を青色に着色した。車体側面のカラーリングは7300系と同じである。前照灯は7300系のLED + HID併用から、中央設置のLED灯のみとした。ロービームは2灯だが、ハイビームはさらに1灯が点灯した3灯構成となり、ゆりかもめが羽ばたく様子をイメージした。
車内のカラーリングも7300系と同様であるが、袖仕切板を大形化、袖仕切と荷棚を繋ぐ縦握り棒（スタンションポール）を新設した。車椅子スペース（フリースペース）部は手すりを2段式とし、床面には識別用のシートを貼り付けした。優先席では縦握り棒（スタンションポール）をオレンジ色着色に、妻壁の手すり（アシストバー）を斜めから縦型とし、使いやすさの向上を図った。
側扉上部の天井に横流ファン（ラインフローファン）を各車2台新設した。すべての側扉上部（1両あたり8台）に、17インチの2画面液晶ディスプレイ（LCD）方式の車内案内表示装置を設置しており、右側の画面では7300系同様に4か国語で乗客への案内を行う。左側の画面は、WiMAXを使用して動画広告、天気予報、ニュース映像などを配信表示する。車内放送用スピーカーは7300系の1両2か所から、7500系では1両4か所に増設した。
列車最前部の前面窓には、新たに映り込みを低減させるフィルムを貼り付けし、夜間の展望がより楽しめるようになった。運転台（通常はカバーがかけられている）は7300系とほぼ同じであるが、マスコン軸（高さ）を20 ㎜長くしたほか、TIMSモニター画面に「定速運転」表示灯の追加と表示画面の文字を拡大した。このほか、時計置きの新設、スイッチの移設や左手置き（手掛け）の形状変更などを行った。従来は手動運転時に乗務員が持ち込んでいた仕切用ベルトや光線除け（日差し除け）、夜間運転用の遮光幕は運転台背面や天井部に収容した。
走行機器などは7300系と同様であるが、7500系では手動運転時の操作性向上のため、主変換装置に定速運転機能を追加した。7300系では車体側面に設置していた警笛（電子警笛のみ）は、雨水が入りやすいことから7500系では排障器裏に移設された。7500系では先頭車に霜取装置（霜取りパンタグラフ）が設置されている。

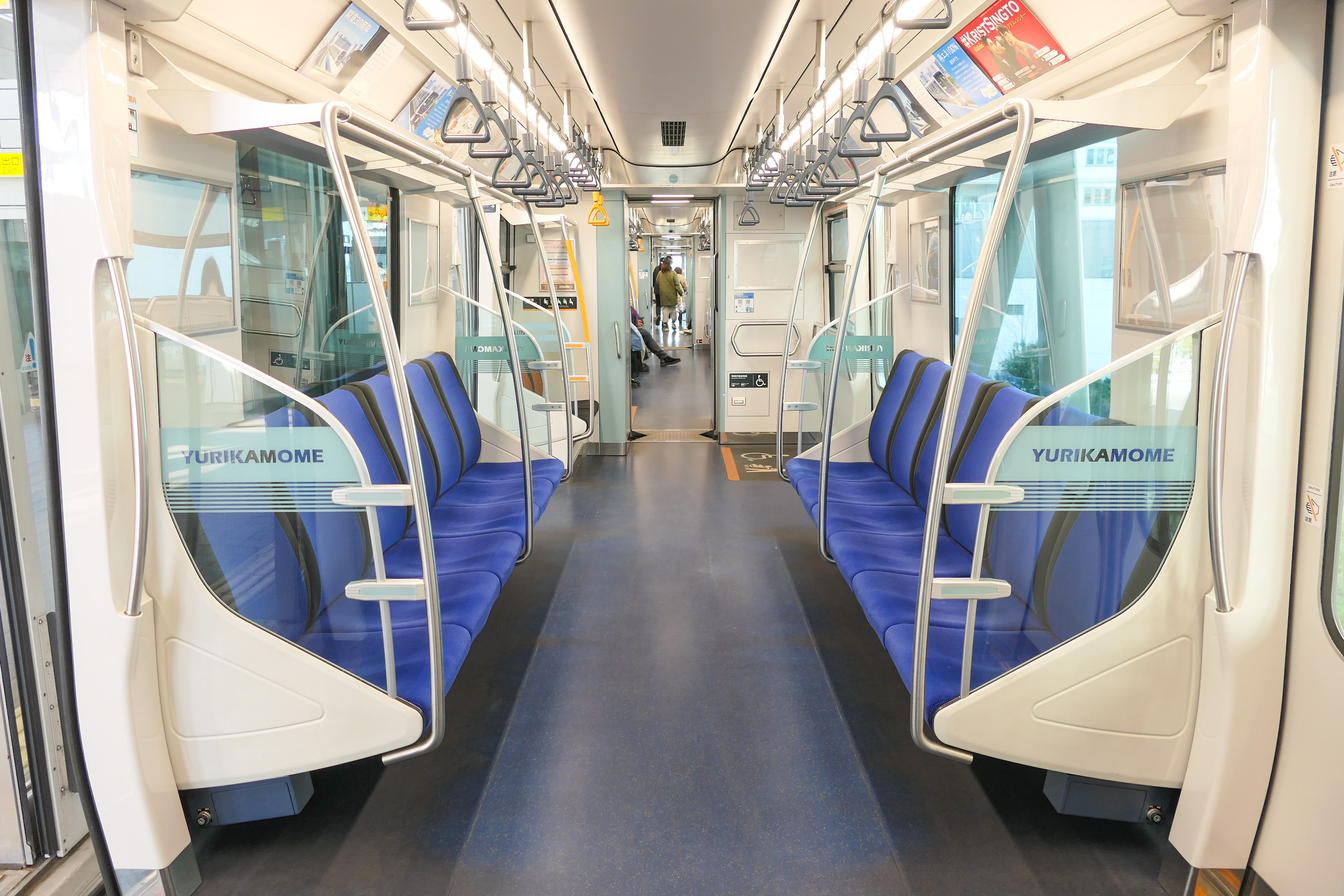
車内
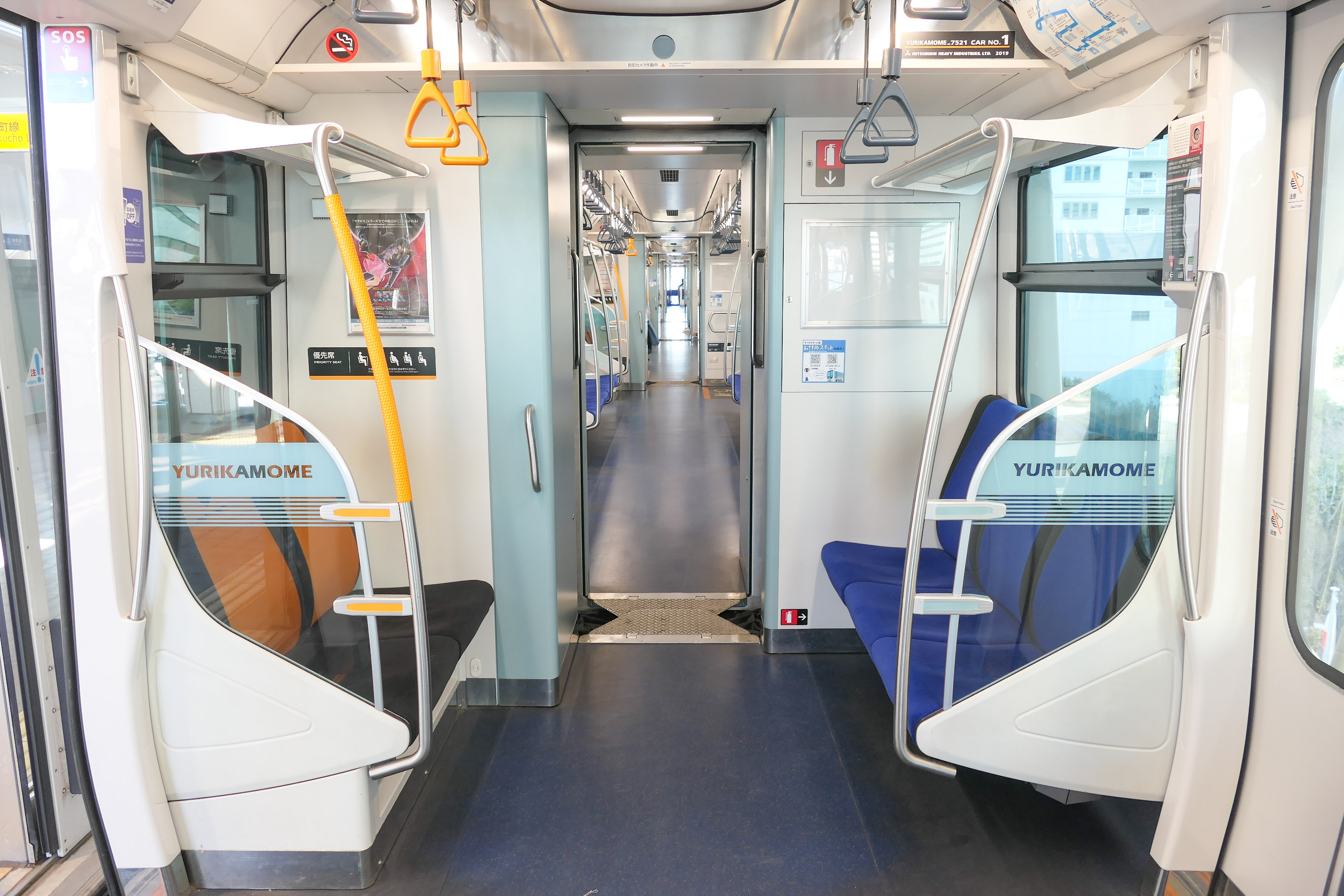
優先席
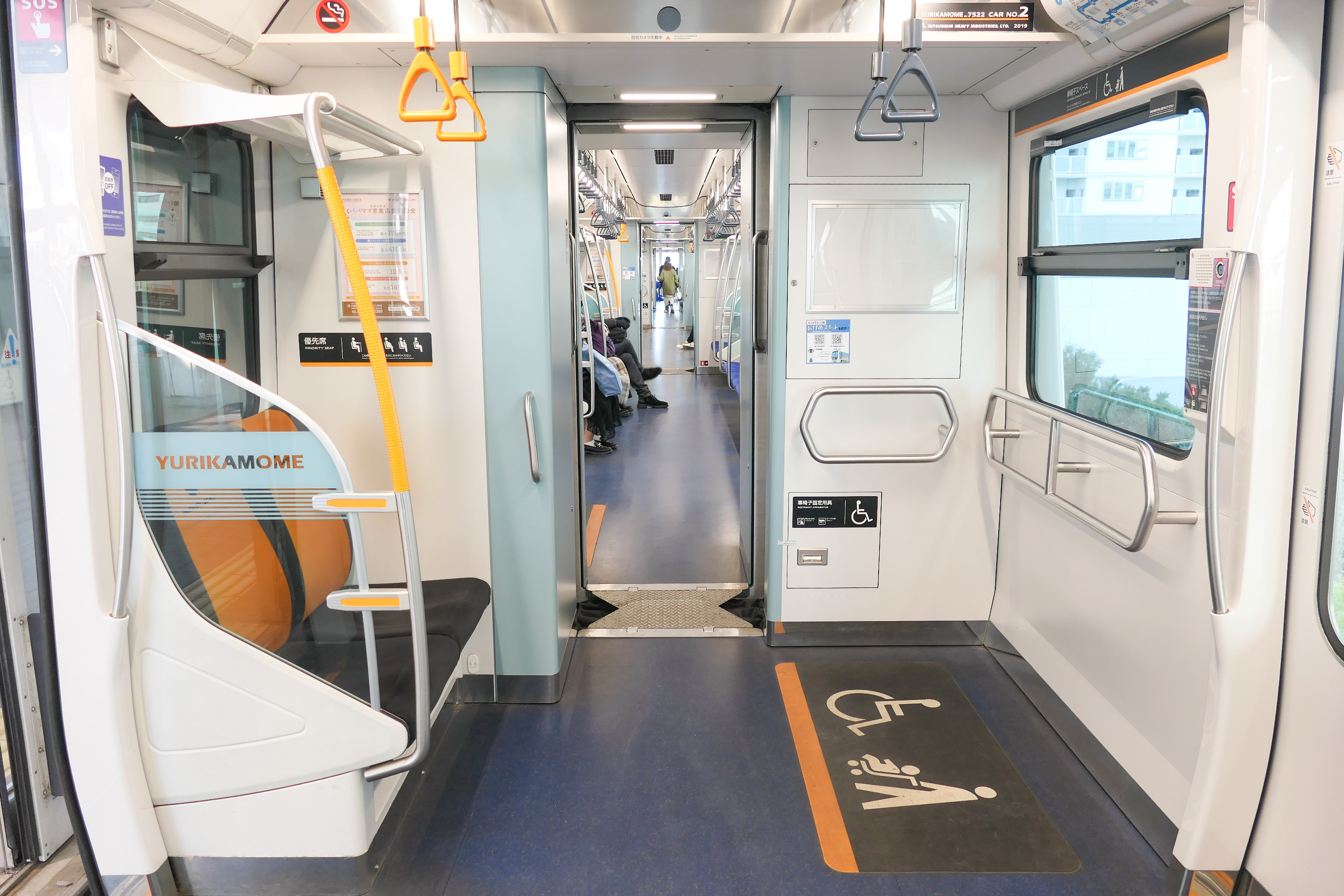
車椅子スペース
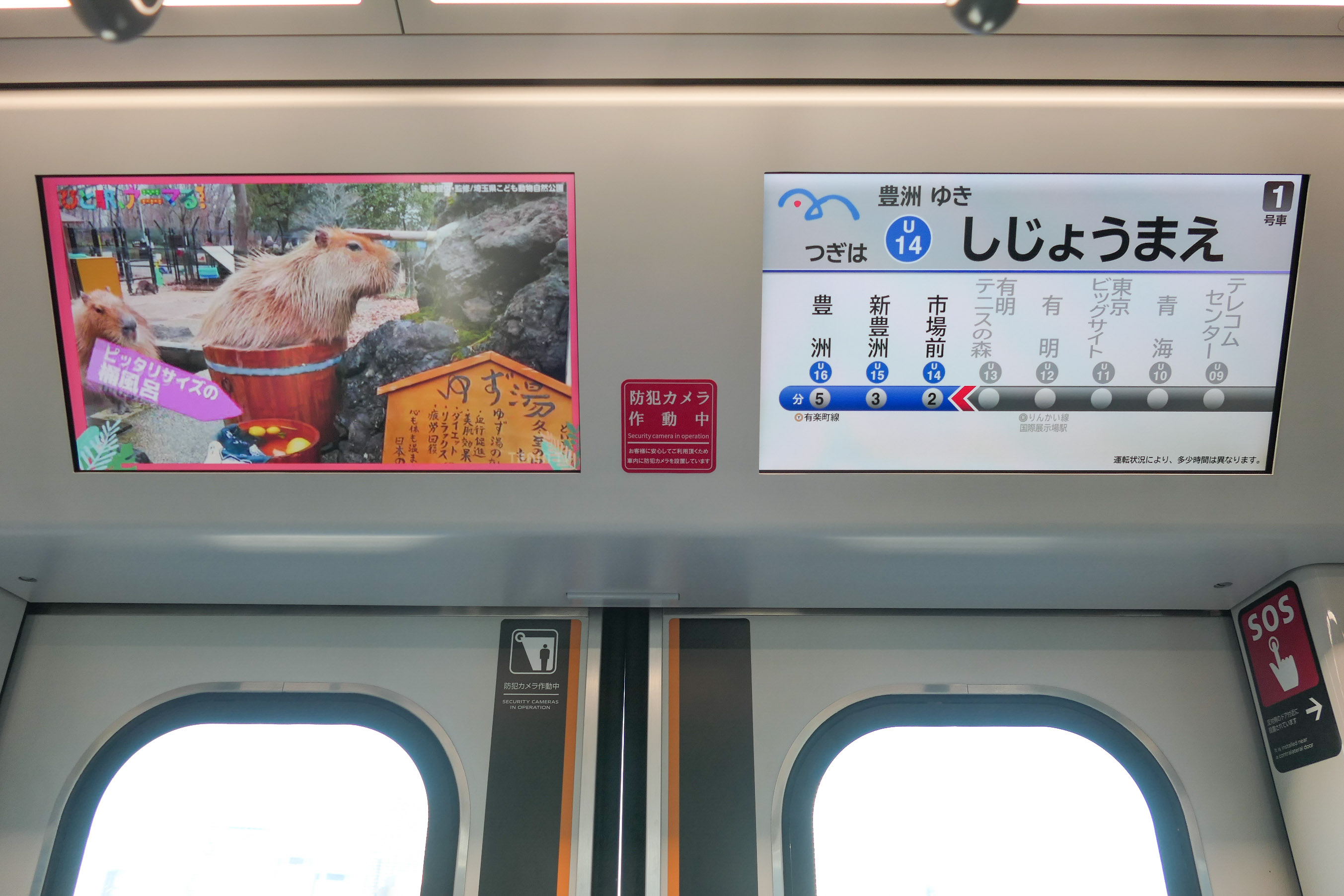
車内案内表示

## 編成表

### 7300系
株式会社ゆりかもめでは、7300系全体を7次車としている。2013年（平成25年）に5編成（7311F - 7351F）、2014年（平成26年）に6編成（7361F - 7411F）、2015年（平成27年）に5編成（7421F - 7461F）、2016年（平成28年）に2編成（7471F・7481F）が導入された。
|                   |                   | ← 豊洲新橋 → |             |             |                       |                           |              |
| 号車              | 号車              | 1            | 2           | 3           | 4                     | 5                         | 6            |
| 形式              | 形式              | 7301形 (Mc1) | 7302形 (M2) | 7303形 (M3) | 7304形 (M4)           | 7305形 (M5)               | 7306形 (Mc6) |
| 搭載機器 （床下） | 搭載機器 （床下） | CP,ARf,TA2   | CI          | CI,TA1      | BT,TA1,TA2            | CI                        | CP,ARf       |
| 搭載機器 （床上） | 搭載機器 （床上） |              | ATC,ATO     |             | 列車無線 無線アンテナ | 駅ATO車上装置 駅ATO車上子 |              |
| 車両番号          | 7次車             | 7311         | 7312        | 7313        | 7314                  | 7315                      | 7316         |
| 車両番号          | 7次車             | 7321         | 7322        | 7323        | 7324                  | 7325                      | 7326         |
| 車両番号          | 7次車             | 7331         | 7332        | 7333        | 7334                  | 7335                      | 7336         |
| 車両番号          | 7次車             | 7341         | 7342        | 7343        | 7344                  | 7345                      | 7346         |
| 車両番号          | 7次車             | 7351         | 7352        | 7353        | 7354                  | 7355                      | 7356         |
| 車両番号          | 7次車             | 7361         | 7362        | 7363        | 7364                  | 7365                      | 7366         |
| 車両番号          | 7次車             | 7371         | 7372        | 7373        | 7374                  | 7375                      | 7376         |
| 車両番号          | 7次車             | 7381         | 7382        | 7383        | 7384                  | 7385                      | 7386         |
| 車両番号          | 7次車             | 7391         | 7392        | 7393        | 7394                  | 7395                      | 7396         |
| 車両番号          | 7次車             | 7401         | 7402        | 7403        | 7404                  | 7405                      | 7406         |
| 車両番号          | 7次車             | 7411         | 7412        | 7413        | 7414                  | 7415                      | 7416         |
| 車両番号          | 7次車             | 7421         | 7422        | 7423        | 7424                  | 7425                      | 7426         |
| 車両番号          | 7次車             | 7431         | 7432        | 7433        | 7434                  | 7435                      | 7436         |
| 車両番号          | 7次車             | 7441         | 7442        | 7443        | 7444                  | 7445                      | 7446         |
| 車両番号          | 7次車             | 7451         | 7452        | 7453        | 7454                  | 7455                      | 7456         |
| 車両番号          | 7次車             | 7461         | 7462        | 7463        | 7464                  | 7465                      | 7466         |
| 車両番号          | 7次車             | 7471         | 7472        | 7473        | 7474                  | 7475                      | 7476         |
| 車両番号          | 7次車             | 7481         | 7482        | 7483        | 7484                  | 7485                      | 7486         |

凡例
- CI：主制御装置、CP：空気圧縮機、BT：蓄電池
- ARf：整流装置（直流100V・5kW）、TA1：補助変圧器（三相交流200V・35kVA）、TA2：補助変圧器（単相交流100V・3kVA）
- 駅ATO車上装置はトランスポンダと同じ役割を果たす機器[2]。

### 7500系
株式会社ゆりかもめでは、7500系全体を8次車としている。